# ريبيكا سبنسر
ريبيكا سبنسر (بالإنجليزية: Rebecca Spencer) (2 مارس 1991 في المملكة المتحدة - ) هي لاعبة كرة قدم بريطانية في مركز حراسة المرمى. لعبت مع نادي أرسنال للسيدات وChatham Town WFC ‏ ونادي تشيلسي لكرة القدم للسيدات وASJ Soyaux-Charente ‏ وNottingham Forest Women F.C. ‏ وBirmingham City W.F.C. ‏.

## وصلات خارجية
- ريبيكا سبنسر على موقع قاعدة بيانات كرة القدم.إي يو (الإنجليزية)
- ريبيكا سبنسر على موقع Soccerway.com (الإنجليزية)